# 南卡罗莱纳大学系统
南卡罗莱纳大学系统是美国南卡罗莱纳州的一个州立大学系统，共有7所分校。旗艦大學南卡罗莱纳大学位於首府哥倫比亞，其他分校位於艾肯、索克亥奇、布佛特、蘭卡斯特、桑特、斯巴坦堡和聯合。